# Bryz Izmaił
Bryz Izmaił (ukr. Футбольний клуб «Бриз» Ізмаїл, Futbolnyj Kłub "Bryz" Izmajił) – ukraiński klub piłkarski z siedzibą w Izmaile, w obwodzie odeskim.

## Historia
Chronologia nazw:
- 1946: Spartak Izmaił (ukr. «Спартак» Ізмаїл)
- 1960: Dunajeć Izmaił (ukr. «Дунаєць» Ізмаїл)
- 1992: Dunaj Izmaił (ukr. «Дунай» Ізмаїл)
- 1998: Dorożnyk Izmaił (ukr. «Дорожник» Ізмаїл)
- 2002: Dunaj Izmaił (ukr. «Дунай» Ізмаїл)
- 2005: Dunajeć Izmaił (ukr. «Дунаєць» Ізмаїл)
- 2006: Bryz Izmaił (ukr. «Бриз» Ізмаїл)
- 2012: klub rozwiązano
- 2015: Dunaj Izmaił (ukr. «Дунай» Ізмаїл)
- 2019: Dunaj-Moriak Izmaił (ukr. «Дунай-Моряк» Ізмаїл)

Drużyna piłkarska Dunajeć Izmaił została założona w mieście Izmaił w 1960 roku, chociaż wcześniej miasto reprezentował klub Spartak Izmaił, który w 1946 debiutował w Trzeciej Grupie, południowej strefie ukraińskiej Mistrzostw ZSRR. Zespół występował w rozgrywkach mistrzostw i Pucharu obwodu odeskiego. W 1964 klub startował w Pucharze ZSRR oraz w Klasie B, 2 strefie ukraińskiej, w której występował do 1969. Wtedy zajął ostatnie 21. miejsce w Klasie B, 1 strefie ukraińskiej i pożegnał się z rozgrywkami na szczeblu profesjonalnym. Potem kontynuował występy w rozgrywkach mistrzostw i Pucharu obwodu. Klub często był rozwiązywany oraz ponownie reaktywowany. Nazywał się również Dunaj Izmaił i Dorożnyk Izmaił. W 2005 kolejny raz był odnowiony pod nazwą Dunajeć Izmaił, a w następnym sezonie zmienił nazwę na Bryz Izmaił i zdobył Puchar i wicemistrzostwo obwodu. W 2007 klub debiutował w Mistrzostwach Ukrainy spośród drużyn amatorskich.

## Sukcesy
- 28. miejsce w Klasie B, strefie ukraińskiej:

1966
- 1/128 finału Pucharu ZSRR:

1965
- mistrz obwodu odeskiego:

1960, 2007
- zdobywca Pucharu obwodu odeskiego:

2006